# Bactrocera furfurosa
Bactrocera furfurosa
 es una especie de díptero que Drew describió por primera vez en 1989. Bactrocera furfurosa pertenece al género Bactrocera de la familia Tephritidae. 